# Ina Scharrenbach
Ina Scharrenbach, née le 30 septembre 1976 à Unna, est une femme politique allemande, membre de l'Union chrétienne-démocrate (CDU).
De 2012 à 2017, elle est élue au Parlement du Land de Rhénanie du Nord-Westphalie. Elle siège à nouveau comme députée à ce parlement depuis 2022. Durant deux ans, du 30 juin 2017 au 29 juin 2022, elle est ministre de l'Intérieur, des Affaires municipales, de l'Urbanisme et de l'Égalité du Land de Rhénanie du Nord-Westphalie dans les cabinets Laschet et Wüst I.
Le 29 juin 2022, Ina Scharrenbach voit le périmètre de ses responsabilités modifiées et elle est ministre de la Patrie, des Affaires communales, des Travaux publics et du Numérique au sein du cabinet Wüst II.
Elle est aussi membre de la présidence de la CDU, depuis janvier 2022, après avoir siégé comme membre du Conseil exécutif fédéral de la CDU depuis décembre 2018. Sa carrière politique est émaillée de plusieurs controverses.

## Biographie
De 1996 à 1999, Ina Scharrenbach suit une formation professionnelle comme employée de banque à la Sparkassen-Finanzgruppe où elle est embauchée après sa formation. En 2001, elle étudie l'administration des affaires à l'université technique de Dortmund avec une spécialisation en comptabilité, fiscalité et contrôle de gestion, qu'elle complète en 2005 avec un diplôme en administration des affaires. Elle travaille à Dortmund pour le cabinet d'audit Ernst & Young, jusqu'aux élections nationales de 2012.

## Carrière politique
Ina Scharrenbach est élue aux élections régionales de Rhénanie du Nord-Westphalie en 2012 sur la liste nationale de la CDU. Elle est l'une des secrétaires de la session plénière du Parlement de l'État et vice-présidente de la commission des femmes, de l'égalité et de l'émancipation et membre des commissions de la famille, de l'enfance et de la jeunesse, ainsi que du budget et des finances.
Lors des élections régionales de Rhénanie du Nord-Westphalie en 2017, Ina Scharrenbach n'est pas réélue au Parlement du Land mais est finalement nommée ministre de l'Intérieur, des Affaires municipales, de la Construction et de l'Égalité du Land de Rhénanie du Nord-Westphalie dans le cabinet Laschet en juin 2017. Elle occupe le même poste au sein du cabinet Wüst I depuis le 28 octobre 2021. Lors de la conférence du parti fédéral CDU en décembre 2018, elle est élue au conseil exécutif fédéral. Lors de la conférence fédérale du parti le 22 janvier 2022, elle est élue au conseil d'administration.
Lorsque le député de Paderborn Daniel Sieveke (CDU) est nommé secrétaire d'État au ministère de la Construction, le 29 juin 2022, il démissionne du Parlement du Land, et Ina Scharrenbach est nommée pour le remplacer le 30 juin. Elle cumule ses nouvelles fonctions au parlement local avec celles qu'elle occupe au gouvernement de l'État de Rhénanie du Nord-Westphalie en tant que ministre de l'intérieur, des affaires municipales, de la construction et de la numérisation au sein du cabinet Wüst II. Elle siège également au Bundesrat .

## Prises de positions et controverses

### Le double album reçu de Heino

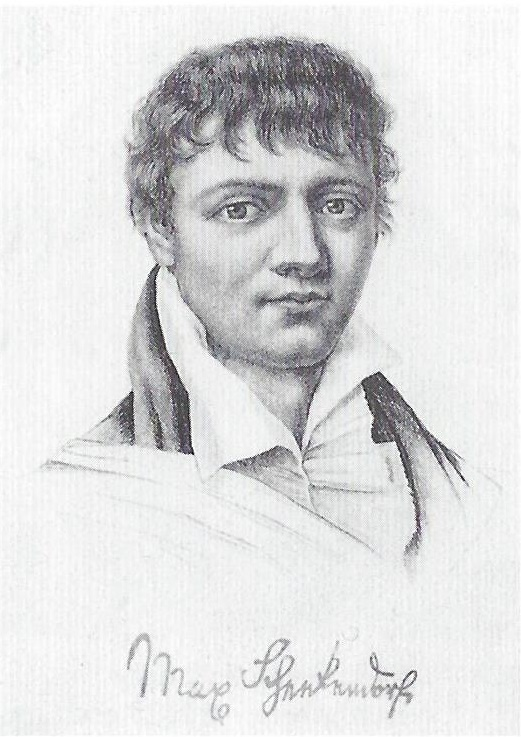
Auteur de l'hymne patriotique controversé, le compositeur prussien Max von Schenkendorf.

Scharrenbach est critiquée lorsque le chanteur Heino lui offre en cadeau le disque Die schönsten deutschen Heimat- und Vaterlandslieder (Les plus belles chansons de la patrie et de la patrie allemandes) lors d'un congrès local le 17 mars 2018. Plusieurs des 24 chansons du double album ont une histoire discutable : elles font partie des chansons reprises par les SS nationaux-socialistes. La mélodie de 1814 intitulée Wenn alle untreu werden, reprise par les SS comme hymne patriotique, provoque une indignation particulière, bien qu'elle fût chantée non seulement par les SS, mais aussi par la résistance intérieure au nazisme. Le ministère du Land déclare que le cadeau « n’a pas été vérifié quant à son caractère politiquement correct lors de sa remise », mais que la ministre s’est formellement opposée à « toute association de quelque manière que ce soit avec l’idéologie nationale-socialiste  ».

### L'évacuation de la ZAD de la forêt de Hambach

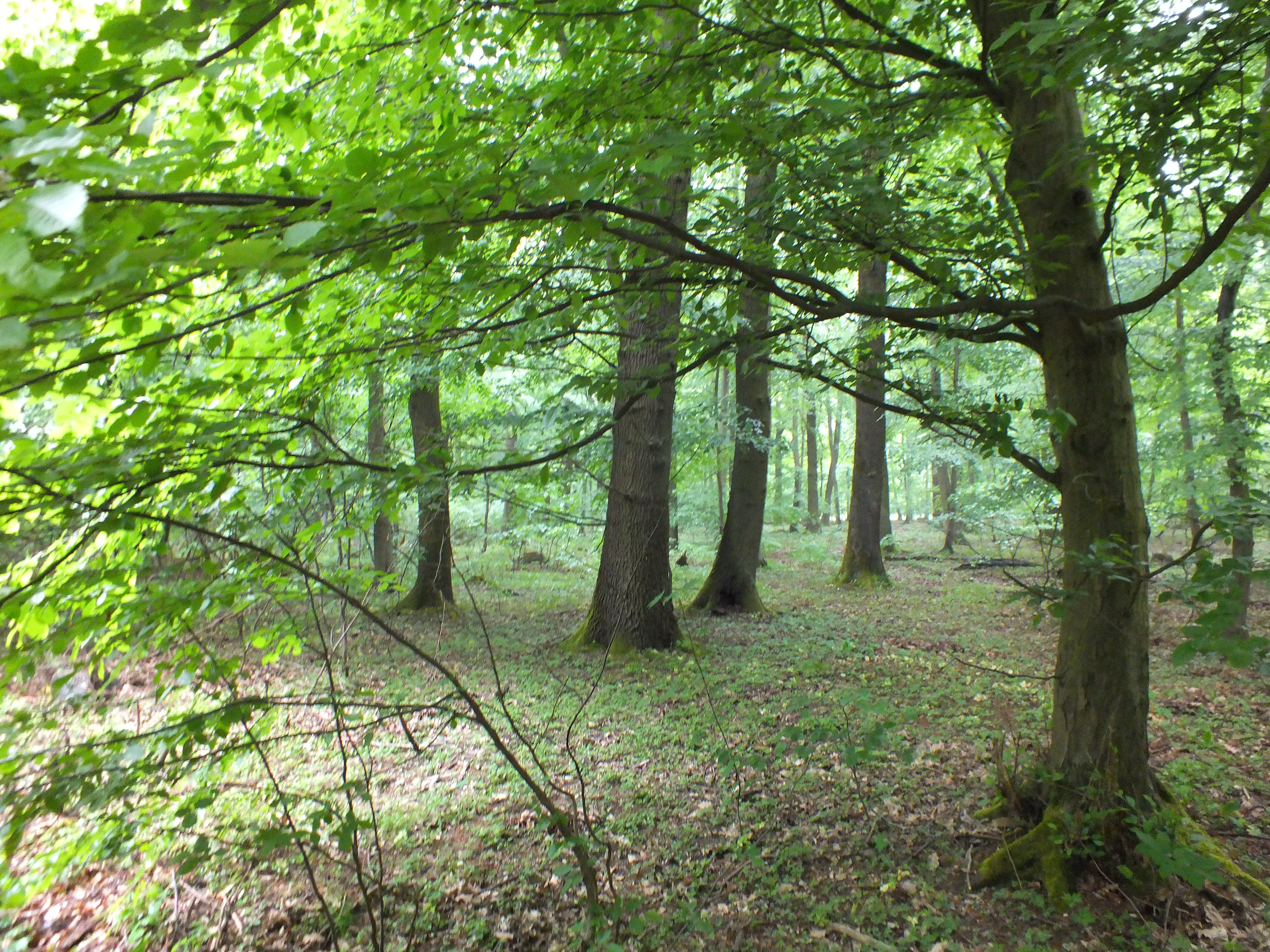
La forêt de Hambach en septembre 2018.

En septembre 2018, le ministère dirigé par Ina Scharrenbach fait retirer les cabanes dans les arbres des manifestants contre le défrichement de la forêt de Hambach au motif qu'elles ne respectent pas les normes antiincendies. D’une part, la justification est fortement critiquée parce que par un été 2018 extrêmement sec , la police a confisqué les extincteurs existants quelques jours plus tôt au motif qu’ils auraient pu être utilisés comme arme. D'autre part, le ministère de la Construction, en tant qu'autorité suprême de surveillance des bâtiments, s'est senti obligé d'intervenir en raison du non-respect des réglementations en matière de protection contre les incendies. Ces problèmes de sécurité ne concernent pas seulement le manque d'extincteurs, « les cabanes dans les arbres [devraient] avoir des escaliers et des garde-corps de secours. De plus, des voies de secours pour les pompiers et les ambulances doivent être disponibles ». Le tribunal administratif de Cologne confirme tout d'abord la légalité de l'expulsion mais en 2021, la décision est révisée, sans être juridiquement contraignante.

Au sujet des expulsions de la forêt de Hambach, les factions de gauche, SPD et Verts du conseil municipal de Kerpen commandent un rapport de droit administratif au cabinet d'avocats Dombert de Potsdam. L'expert Dominik Lück conclut qu'il s'agit d'un cas « d'illégalité matérielle » avec des « bases juridiques incorrectes ». Il poursuit : « Les opinions juridiques absurdes au niveau local sont monnaie courante, mais au niveau de l’État, c’est nouveau » et que la ministre aurait outrepassé son autorité et perverti la loi.

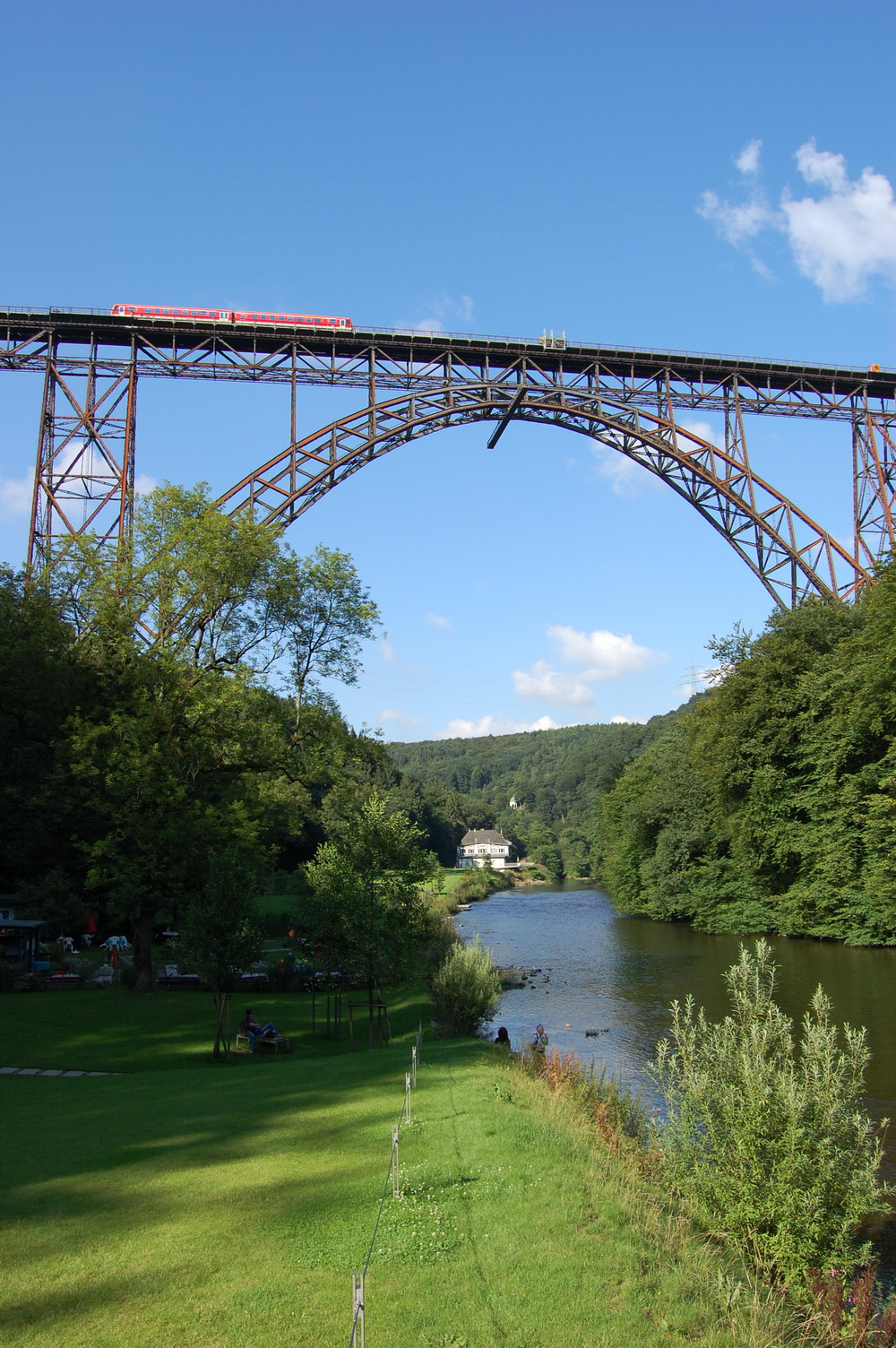
Viaduc de Müngsten.

### Inondations de juillet 2021
Dans le cadre du reportage sur « l'affaire de Majorque », à la suite de laquelle la ministre de l'Environnement de l'État, Ursula Heinen-Esser, démissionne de son poste le 7 avril 2022,, Ina Scharrenbach est également critiquée car les deux ministres sont techniquement responsables pour cette catastrophe. Le chef de l'opposition du SPD, Thomas Kutschaty (de), demande sa démission, mais celle-ci n'a pas lieu.

### Protection du patrimoine
Elle est à l'origine d'un projet de loi sur la protection des monuments adopté par le parlement du Land, en avril 2022. En 2023, elle annonce que le viaduc ferroviaire de Müngsten, le plus haut pont métallique en arc d’Allemagne, va être proposé pour entrer au patrimoine mondial de l'UNESCO. Cette candidature s'accompagne de celle d'autres ouvrages similaires en Europe dont le viaduc de Viaur.